# Strongylopora benepennata
Strongylopora benepennata är en mossdjursart som beskrevs av Harmer 1957. Strongylopora benepennata ingår i släktet Strongylopora och familjen Catenicellidae. Inga underarter finns listade i Catalogue of Life.